# Баженов Олександр Миколайович (художник)
Олекса́ндр Микола́йович Баже́нов (7 листопада 1940, Красноярськ) — російський театральний художник.

## Біографічні дані
Закінчив Красноярське художнє училище імені Василя Сурикова.
Працював у Красноярську трафаретником пасажирської контори, художником заводу комбайнів, завідувачем театрального відділення художнього училища імені Василя Сурикова.
Нині — головний художник Красноярського драматичного театру імені Олександра Пушкіна.
Як художник оформив понад 100 постановок за п'єсами Олександра Пушкіна, Вільяма Шекспіра, Антона Чехова, Олександра Островского, Олександра Володіна та багатьох інших авторів.
Спектаклі йдуть у театрах Владивостока, Красноярська, Вологди, Барнаула, Калінінграда, Комсомольська-на-Амурі та інших міст Росії.

## Звання, премії
- Заслужений діяч мистецтв Росії.
- 1982 — Державна премія Росії імені Костянтина Станіславського за спектакль Віри Панової «Супутники».